# Realgar
Realgarul sau sulfrubinul este un mineral compus din arsen și sulf, face parte din categoria sulfurilor nemetalice, fiind folosit ca pigment. Mineralul cristalizează în sistemul monoclinic (fiind cristale înclinate pe o axă) cu formula chimică As4S4 având un habitus (formă de prezentare) cu cristale striate în lung, forme granulară sau agregate masive de culoare roșie până la galben-portocaliu. Numele mineralului provine din limba arabă Radj al ghar și înseamnă pulbere din peșteră.

## Caracteristici
Realgarul este foarte instabil se descompune în prezența razelor ultraviolete, în Auripigment („Pigment de aur” As2S3) respectiv „pararealgar” (AsS). și „arsenic” (As2O3). Mineralul este parțial solubil în acizi și baze, dând naștere la gaze toxice cu miros de usturoi. După culoare se poate confunda cu cinabrul și rubinul însă ambele cristalizează în sistemul triclinic (trigonal) având o densitate și duritate mai mare ca realgarul.

## Răspândire
Fiind un mineral secundar tipic, realgarul, la fel ca și „pigmentul de aur” (auripigmentul), se formează în timpul proceselor hidrotermale în filoane și apele termale prin descompunerea altor minerale ce conțin arsen ca „pirita arsenică” (FeAsS) sau prin resublimare (proces termodinamic de transformare a unui gaz în forma de agregare solidă) a unor gaze vulcanice. Principalele zăcăminte se găsesc în „Cantonul Walis” Elveția, Baia Sprie și Transilvania în România, regiunile „Shimen/Hunan” din China, Nevada în SUA și „Allchar” în Macedonia.

## Structură

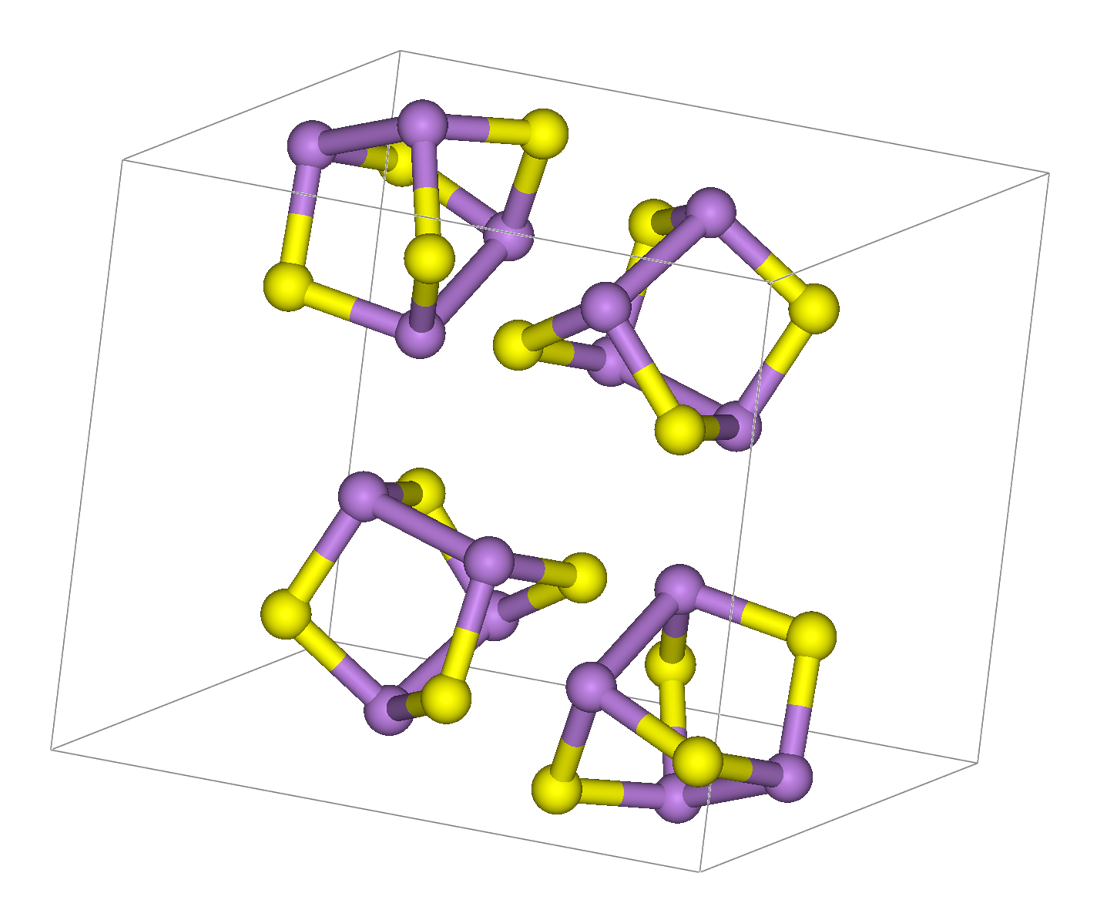
Structura cristalină a realgarului

Structura atomică a realgarului se poate asemăna cu o colivie (căsuță), cu legături stabile covalente interioare și legături labile Van der Waals (legături ionice) în exterioare (între colivii), ceea ce explică instabilitatea legăturilor dintre arsen și sulf.

## Utilizare
În Evul Mediu realgarul era folosit frecvent în medicină și în fabricarea sticlei, azi este folosit și în industria pirotehnică și în producerea pesticidelor.
Realgarul datorită coloritului său galben-portocaliu era deja folosit în trecut drept pigment, la colorarea cărților sau culoare în picturi. 
În prezent, datorită toxicității extreme, este folosit pe scară mult mai restrânsă cu măsuri de protecție deosebite, astfel este utilizat la restaurarea unor picturi vechi, ca pigment de culoare fiind înlocuit de pigmenți sintetici precum culorile de anilină, din turbă (cărbune).

## Măsuri de protecție
Realgarul are un conținut ridicat în arsen (70 %) care explică toxicitatea deosebită a mineralului, prin inhalare, deglutiție, această toxicitate fiind crescută datorită solubilității în apă. Din care motive mineralul se păstrează închis, folosindu-se mănuși și ochelari de protecție în timpul lucrului cu realgar, fiind interzis în acest timp fumatul sau manipularea de alimente, iar la terminarea activității se va evita ca resturile de mineral să ajungă în mediul înconjurător fiind înlăturate conform prescripțiilor valabile pentru reziduri deosebit de toxice.